# واشیتا (اکلاهما)
واشیتا (به انگلیسی: Washita) یک منطقهٔ مسکونی در ایالات متحده آمریکا است که در شهرستان کدو، اکلاهما واقع شده‌است.